# Craig Johnson (scrittore)
Craig Allen Johnson (Huntington, 1º febbraio 1961) è uno scrittore statunitense di romanzi polizieschi.

## Biografia
Nato nel 1961 a Huntington, nella Virginia Occidentale, vive e lavora a Ucross, nel Wyoming, un'area non incorporata di 19 abitanti.
Dopo la laurea alla Marshall University, ha vissuto un'esistenza nomade svolgendo i più svariati mestieri, fino alla scoperta della scrittura incentivata da un corso di drammaturgia alla Temple University.
Dopo un biennio nella polizia a Manhattan (1988-1990), ha esordito nel 2004 con il romanzo The Cold Dish, primo capitolo della serie avente per protagonista lo sceriffo Walt Longmire.
Trasposti in una serie televisiva durata 6 stagioni, i romanzi e racconti di Longmire hanno ricevuto numerosi riconoscimenti.

## Opere

### Serie Walt Longmire
- The Cold Dish  (2004)
- Death Without Company (2006)
- Kindness Goes Unpunished (2007)
- Another Man's Moccasins (2008)
- The Dark Horse (2009)
- Junkyard Dogs (2010)
- Hell Is Empty (2011)
- As the Crow Flies (2012)
- A Serpent's Tooth (2013)
- Il volo di Natale (The Spirit of Steamboat, 2013), Roma, edizioni E/O, 2014 traduzione di Nello Giugliano ISBN 978-88-6632-518-5.
- Any Other Name (2014)
- Dry Bones (2015)
- The Highwayman (2016)
- An Obvious Fact (2016)
- The Western Star (2017)
- Depth of Winter (2018)
- Land of Wolves (2019)

### Raccolte di racconti
- Christmas in Absaroka County (2012)
- Wait for Signs (2014)

## Televisione
- Longmire serie TV (2012-2017) (autore del soggetto)

## Premi e riconoscimenti
- Premio Dilys: 2006 finalista con The Cold Dish e 2010 finalista con The Dark Horse
- Premio SNCF du polar: 2015 vincitore con Another Man's Moccasins[7]